# ジルケ・グラディッシュ＝メラー
ジルケ・グラディッシュ＝メラー（Silke Möller, 旧姓:Gladisch、1964年6月20日 - ）は、旧東ドイツの陸上競技選手。1988年ソウルオリンピックの銀メダリストである。メクレンブルク＝フォアポンメルン州シュトラールズント出身。

## 経歴
グラディッシュ＝メラーは、東ドイツにマルリース・ゲール、マリタ・コッホそしてハイケ・ドレクスラーといった強豪スプリンターがいた1980年代にこれらのスター選手の陰に隠れる形で活躍していた女性短距離選手である。
グラディッシュは、1987年のローマで開催された第2回の世界選手権において、100mでは10秒90でドレクスラーらをおさえ、200mでは、21秒74で、アメリカのフローレンス・グリフィス＝ジョイナーらをおさえ2冠を達成した。また、この大会では4×100mRでも銀メダルを獲得。この年の東ドイツのスポーツウーマン・オブ・ザ・イヤーを獲得した。
メラー（このときは結婚しメラーと名乗っていた。）は、1988年にソウルオリンピックに出場。個人種目では200mの5位が最高であったが、4×100mRでは、メラー、ケルスティン・ベーレント、イングリット・アウアースバルト、ゲールとともに、42秒09で銀メダルを獲得した。
メラーは、1992年に、カトリン・クラッベやグリット・ブロイアーにかけられたドーピング疑惑に巻き込まれる。後に国際陸連（IAAF）からシロと認定されるが、メラーは、同年の1992年バルセロナオリンピックの直前に現役を引退し、ロストックで歴史の勉強を始めた。その後、歴史と体育の教師となった。
グラディッシュ＝メラーは、選手としては小柄で身長1m63、体重57kgであった。1985年に、オーストラリアのキャンベラで行われたワールドカップで出した4×100mR（グラディッシュ、ザビーネ・リーガー、アウアースバルト、ゲール）の41秒37という記録は、2012年ロンドンオリンピックでアメリカに破られるまで27年間もの間世界記録であった。
ドイツ統一後、次々と旧東ドイツの国家ぐるみのドーピングが明らかになる中、グラディッシュについても1981年から1984年にかけて大量の禁止薬物オーラルトリボナルが投与されたとの論文が発表されている。

## 自己ベスト
- 100m - 10秒86 (1987年)
- 200m - 21秒74 (1987年)

## 主な実績
| 年   | 大会                             | 場所                         | 種目    | 結果      | 記録   |
| ---- | -------------------------------- | ---------------------------- | ------- | --------- | ------ |
| 1983 | ヨーロッパ室内陸上競技選手権大会 | ブダペスト(ハンガリー)       | 60m     | 2位       | 7秒12  |
| 1983 | 世界陸上競技選手権大会           | ヘルシンキ(フィンランド)     | 100m    | 5位（sf） | 11秒30 |
| 1983 | 世界陸上競技選手権大会           | ヘルシンキ(フィンランド)     | 4×100mR | 1位       | 42秒59 |
| 1985 | 世界室内陸上                     | パリ(フランス)               | 60m     | 1位       | 7秒20  |
| 1986 | ヨーロッパ室内陸上競技選手権大会 | マドリッド(スペイン)         | 60m     | 3位       | 7秒14  |
| 1986 | ヨーロッパ陸上競技選手権大会     | シュトゥットガルト(西ドイツ) | 100m    | 4位       | 11秒09 |
| 1986 | ヨーロッパ陸上競技選手権大会     | シュトゥットガルト(西ドイツ) | 200m    | 3位       | 22秒49 |
| 1986 | ヨーロッパ陸上競技選手権大会     | シュトゥットガルト(西ドイツ) | 4×100mR | 1位       | 41秒84 |
| 1987 | 世界陸上競技選手権大会           | ローマ(イタリア)             | 100m    | 1位       | 10秒90 |
| 1987 | 世界陸上競技選手権大会           | ローマ(イタリア)             | 200m    | 1位       | 21秒74 |
| 1987 | 世界陸上競技選手権大会           | ローマ(イタリア)             | 4×100mR | 2位       | 41秒95 |
| 1988 | ヨーロッパ室内陸上競技選手権大会 | ブダペスト(ハンガリー)       | 60m     | 2位       | 7秒05  |
| 1988 | オリンピック                     | ソウル（韓国）               | 100m    | 5位（sf） | 11秒12 |
| 1988 | オリンピック                     | ソウル（韓国）               | 200m    | 5位       | 22秒09 |
| 1988 | オリンピック                     | ソウル（韓国）               | 4×100mR | 2位       | 42秒09 |
| 1989 | IAAFワールドカップ               | バルセロナ(スペイン)         | 100m    | 3位       | 11秒24 |
| 1989 | IAAFワールドカップ               | バルセロナ(スペイン)         | 200m    | 1位       | 22秒46 |
| 1990 | ヨーロッパ陸上競技選手権大会     | スプリト(ユーゴスラビア)     | 100m    | 2位       | 11秒10 |
| 1990 | ヨーロッパ陸上競技選手権大会     | スプリト(ユーゴスラビア)     | 4×100mR | 1位       | 41秒68 |

- sfは準決勝